# Le Bourg (Doubs)
Le Bourg era una comuna francesa que estaba situada en el departamento de Doubs, de la región de Borgoña-Franco Condado, que entre 1790 y 1794 pasó a formar parte de la comuna de Sombacour.

## Demografía
No constan datos demográficos de la comuna en el momento de su fusión.